# Tordylium
Tordylium är ett släkte av flockblommiga växter. Tordylium ingår i familjen flockblommiga växter.

## Bildgalleri

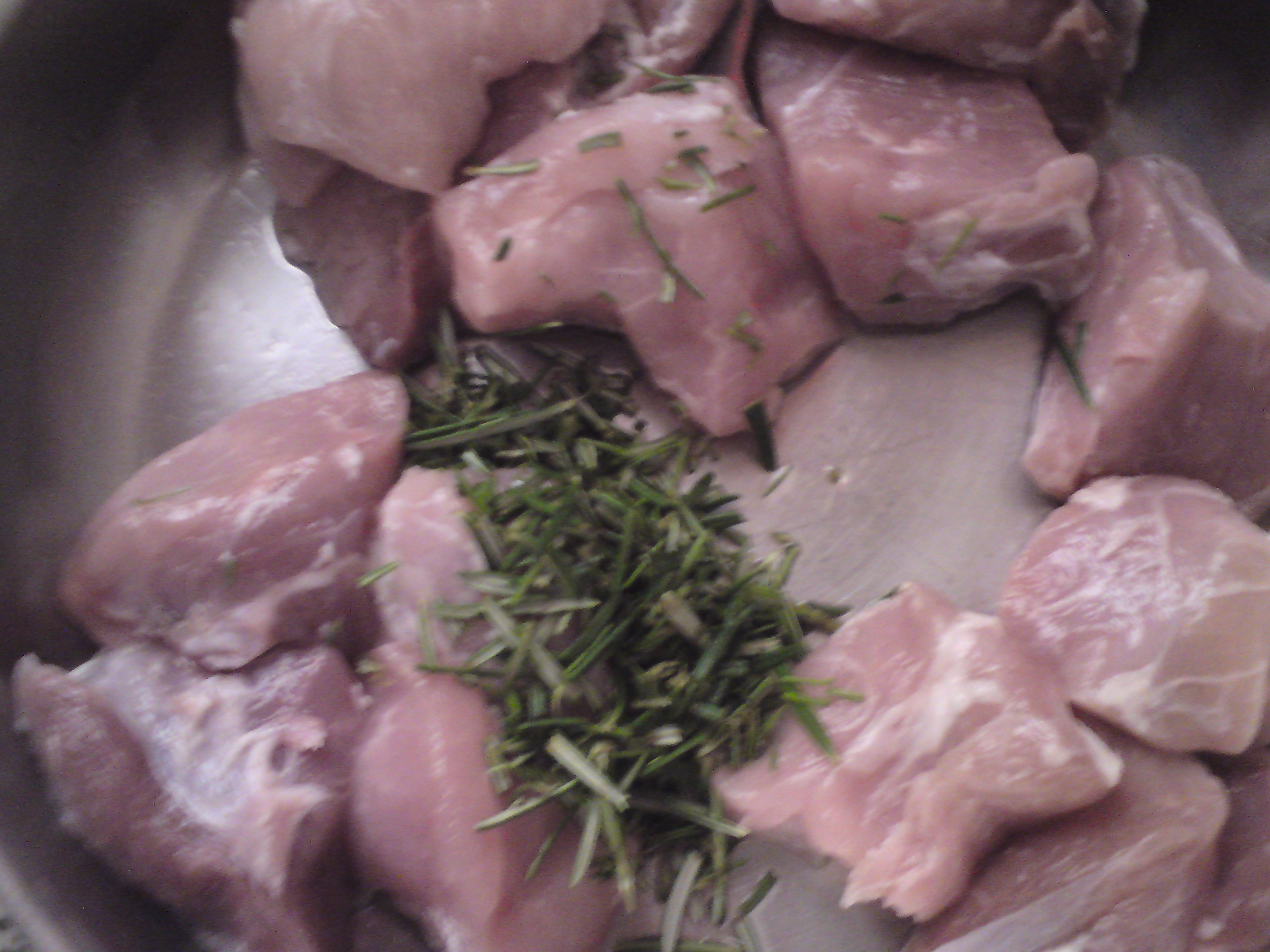
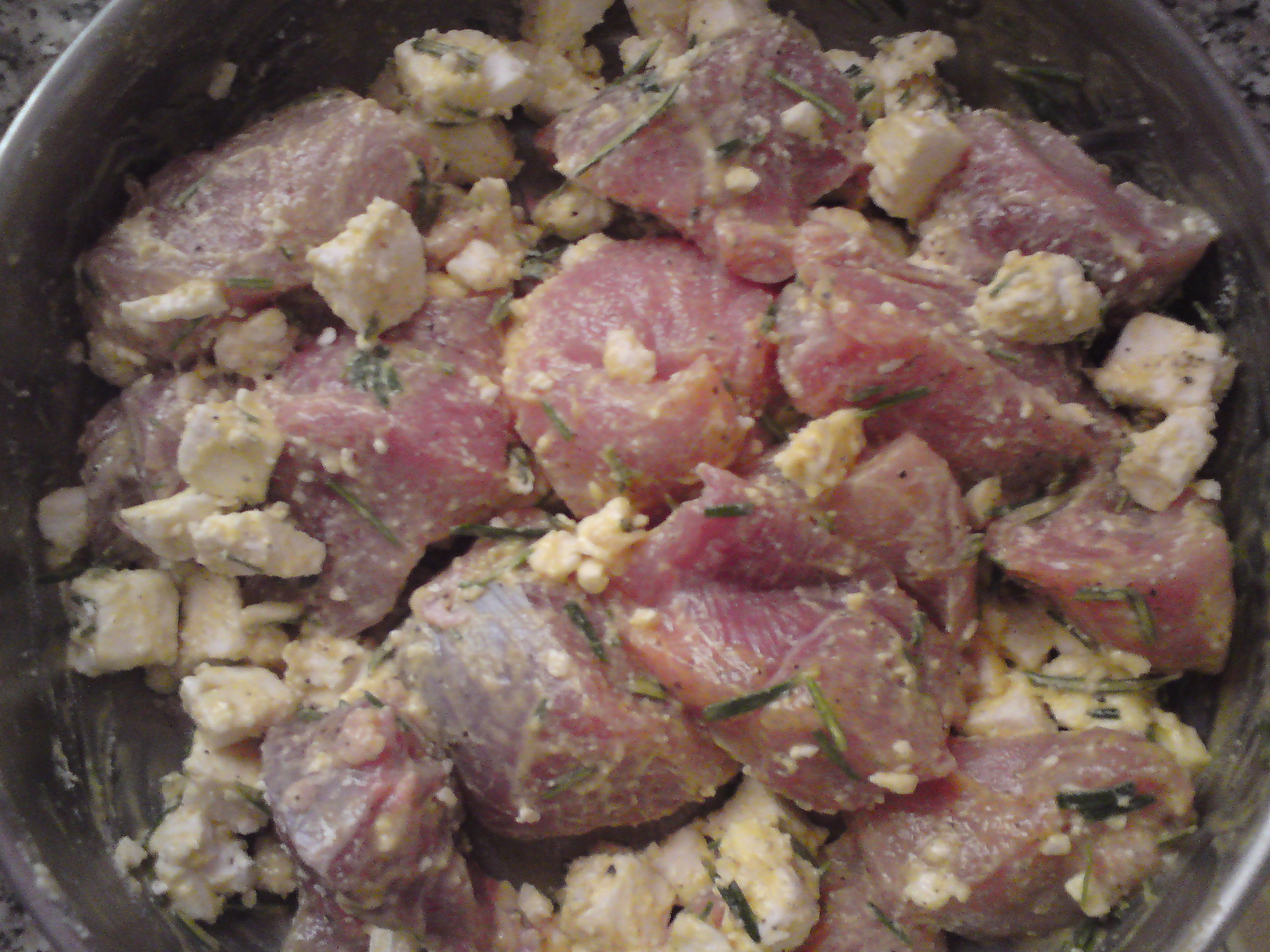
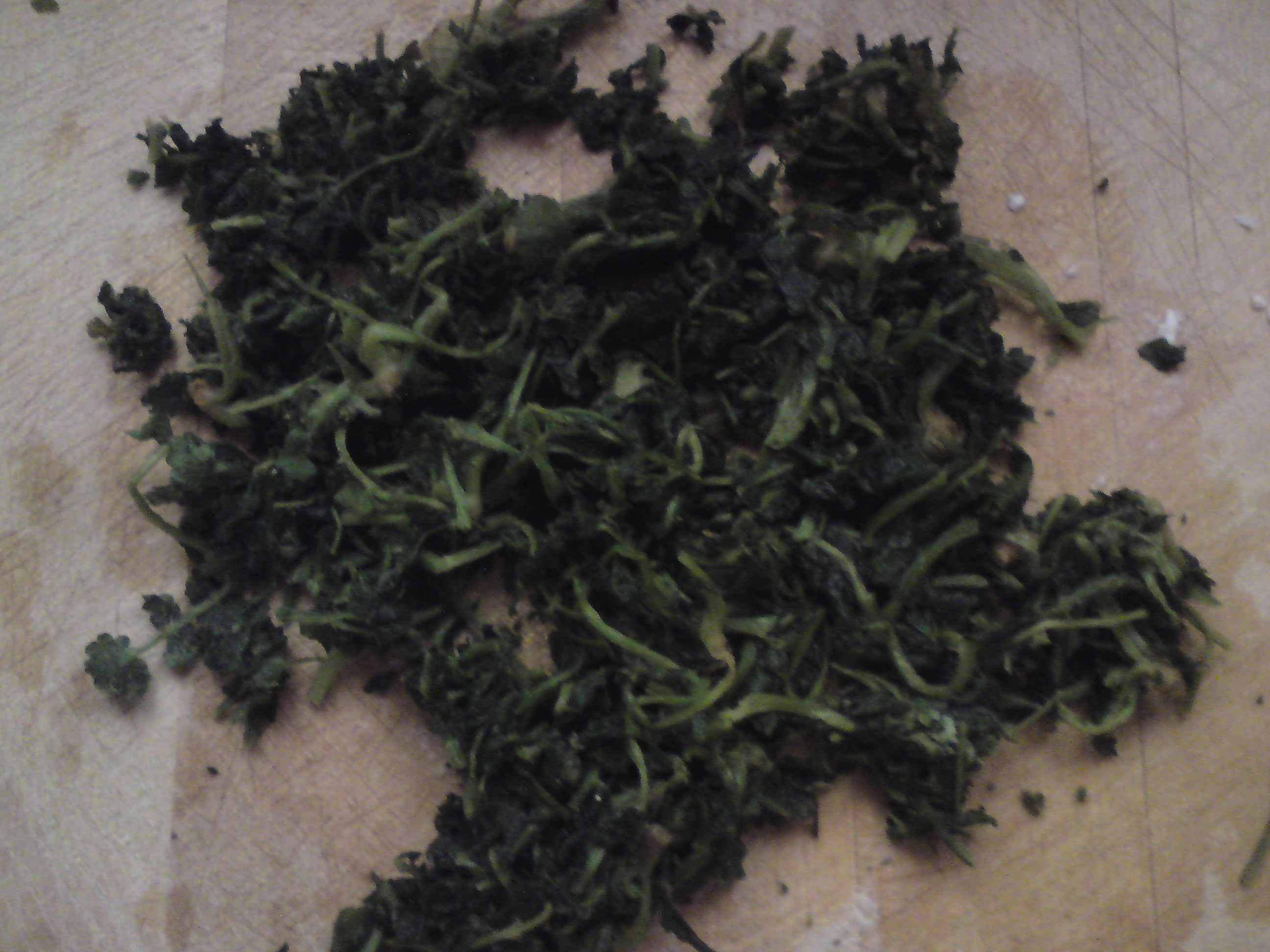
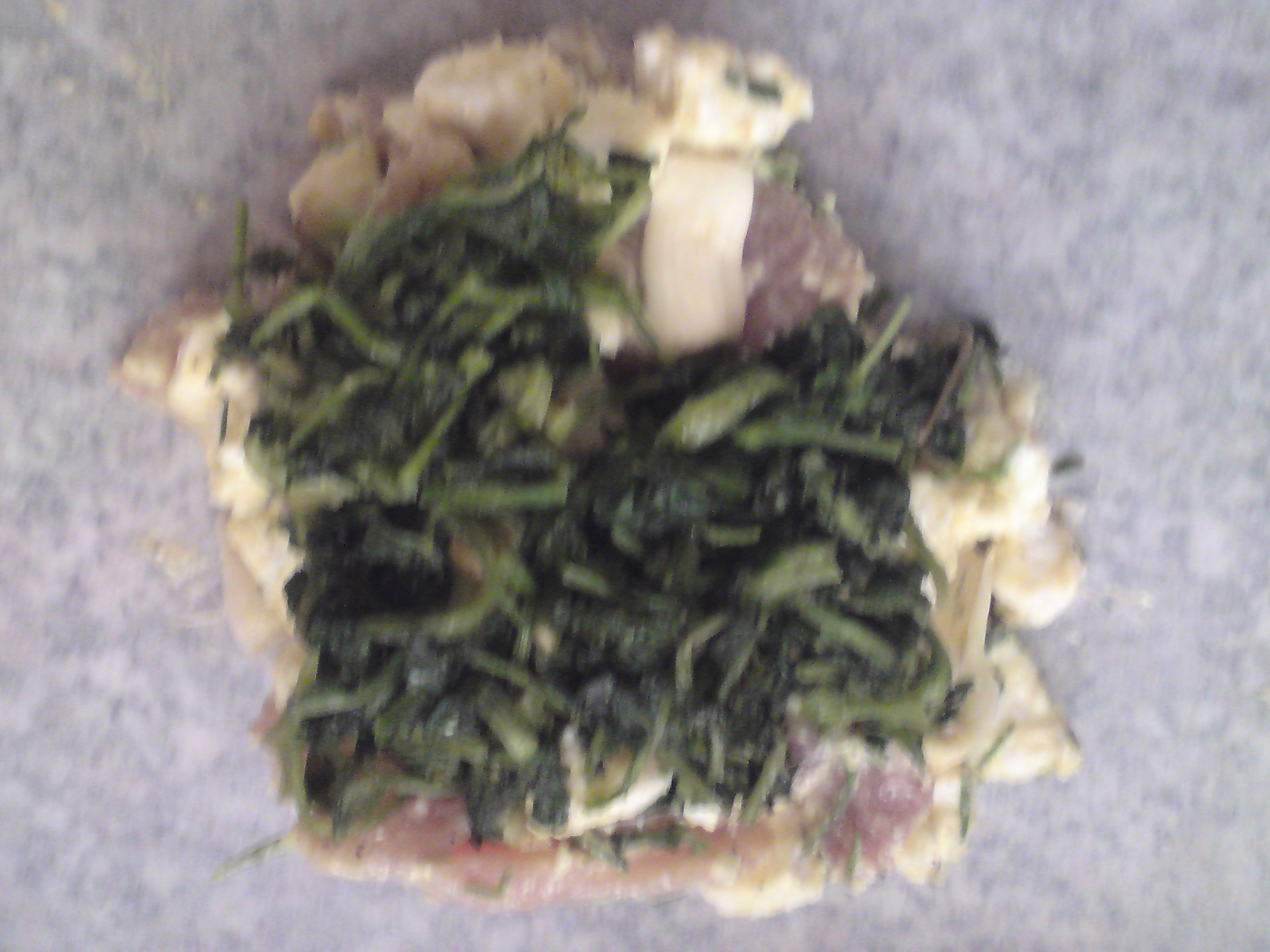

## Dottertaxa tillTordylium, i alfabetisk ordning[1]
- Tordylium aegaeum
- Tordylium aegyptiacum
- Tordylium apulum
- Tordylium arthedia
- Tordylium austriacum
- Tordylium brachytaenium
- Tordylium cappadocicum
- Tordylium carmeli
- Tordylium concinnum
- Tordylium cordatum
- Tordylium cyrenaicum
- Tordylium divaricatum
- Tordylium ebracteatum
- Tordylium elatum
- Tordylium elegans
- Tordylium grande
- Tordylium grandiflorum
- Tordylium hasselquistia
- Tordylium hasselquistiae
- Tordylium hirtocarpum
- Tordylium humile
- Tordylium insulare
- Tordylium intermedium
- Tordylium komarovii
- Tordylium lanatum
- Tordylium lusitanicum
- Tordylium macropetalum
- Tordylium magnum
- Tordylium maximum
- Tordylium microspermum
- Tordylium officinale
- Tordylium palaestinum
- Tordylium persicum
- Tordylium pestalozzae
- Tordylium pustulosum
- Tordylium ragusinum
- Tordylium rugosulum
- Tordylium siifolium
- Tordylium suaveolens
- Tordylium sulcatum
- Tordylium syriacum
- Tordylium trachycarpum